# Sistema ecológico fechado

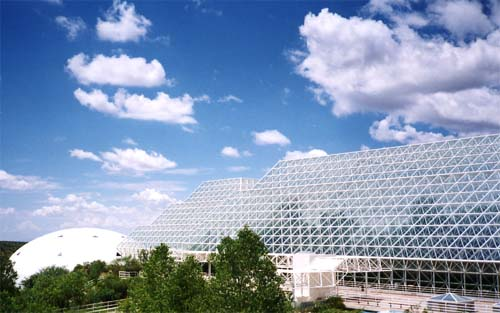
Projeto Biosfera 2

Sistema ecológico fechado (SEF) são ecossistemas que não dependem de troca de matéria com o exterior do sistema. 

O termo é usado com mais frequência para descrever pequenos ecossistemas feitos por humanos(artificial). São sistemas cientificamente interessantes e podem servir como um sistema de suporte à vida durante uma viagem espacial, em estação espacial ou em uma Habitação espacial.

Dentro de um sistema ecológico fechado, quaisquer resíduos produzidos por uma espécie deve ser aproveitado, no mínimo, por uma outra espécie. Se o propósito é manter determinada forma de vida, tais como um rato ou humano, produtos residuais como o dióxido de carbono, fezes e urina devem ser convertidos, de acordo com as necessidades e possibilidades técnicas, em oxigênio, comida e água. 

Um sistema ecológico fechado deve conter no mínimo um organismo autotrófico. Apesar de organismos quimiotrófico serem plausíveis, quase todos os sistemas ecológicos fechados são baseados em organismos Fotoautotrófico, como as algas verdes.

## Exemplos
Grandes(larga-escala) sistemas ecológicos incluem Projeto Biosfera 2, MELiSSA, e os projetos BIOS-1, BIOS-2, e BIOS-3. 

Uma ecosfera é um tubo de vidro fechado, um ecossistema fechado autossuficiente e autossustentável vendido em primeira instância com um presente ou um experimento. Ela pode conter pequenos camarões, alga, cascalho, conchas decorativas e gorgônia. 

Jardins em garrafas também pode atuar como um sistema ecologicamente fechado. 

## Na ficção
O romance de 1993 This Other Eden de Ben Elton descreveu o desenvolvimento de "claustropheres"(claustroferas, em livre tradução)que foram sistemas fechados contidos dentro de uma cúpula em que as pessoas podiam se refugiar em caso de colapso ambiental. 

Bio-dome é um filme de comédia de 1996 em que os protagonistas envolvidos  ficam presos em um sistema ecológico fechado que, na realidade, é um experimento.  